# Santoche
Santoche foi uma comuna francesa na região administrativa de Borgonha-Franco-Condado, no departamento de Doubs. Estendia-se por uma área de 2,15 km². Em 2010 a comuna tinha 76 habitantes (densidade: 35,3 hab./km²).
Em 1 de janeiro de 2017, passou a fazer parte da nova comuna de Pays-de-Clerval.